# Francisco Nortes
Francisco Nortes o Fran Nortes (Elda, 1976) es un actor  y dramaturgo español conocido por el gran público por sus personajes en las series de televisión La que se avecina (2009 - presente), Frágiles (2012 - 2013) (nominado a los premios de la Unión de Actores en la categoría de Mejor Actor Revelación), Rabia, Sin tetas no hay paraíso, L'Alqueria Blanca (Premio Berlanga al mejor actor) etc.

## Biografía
Nortes debutó en la televisión en 2002 durante la última temporada de Al salir de clase. Después se le ha visto en varias temporadas de La que se avecina, como el Padre Alejandro; protagonista en Frágiles como José y Rabia como Diego, en Sin tetas no hay paraíso, como Edu; Cuéntame como pasó, Víctor Ros, Acusados, Ciega a citas, Impares Premium, Hospital Central, El comisario, entre otras.
En teatro ha participado en numerosos y diversos montajes, desde Burundanga, El nombre, Mi primera vez hasta El mercader de Venecia, Edipo, Salomé por nombrar unos cuantos.
En 2014 estrena con éxito de crítica y público su primer texto teatral La extinción de los dinosaurios en el teatro Lara de Madrid dirigida por Gabriel Olivares, una comedia negra con tintes berlanguianos, que él mismo interpreta junto a Eloy Arenas, Diana Lázaro y Carlos Chamarro.
En cine se le ha visto Que Dios nos perdone, Aquitania, Lo más importante de la vida es no haber muerto, etc.
En 2012 fue premiado con el Premio Berlanga al mejor actor, por la serie L'Alqueria Blanca.
En 2013 fue nominado para los premios de la Unión de Actores en la categoría de Mejor Actor Revelación por su papel en Frágiles.
Repite como autor teatral en 2016 con El secuestro, en la que además comparte cartel con Diana Lázaro, Jorge Roelas y Leo Rivera.

## Filmografía

### Cine
| Año  | Título                                          | Papel         | Director                                            | Género           | Duración |
| ---- | ----------------------------------------------- | ------------- | --------------------------------------------------- | ---------------- | -------- |
| 2021 | Frederica Montseny, la dona que parla           | Juan López    | Laura Mañá                                          | Drama            | 1h 25m   |
| 2016 | Que Dios nos perdone                            | Rafael March  | Rodrigo Sorogoyen                                   | Thriller/Drama   | 2h 05m   |
| 2016 | 22 ángeles                                      | Contramaestre | Miguel Bardem                                       | Drama/ Aventuras | 1h 45m   |
| 2013 | Working Progres                                 | Fran          | Roland de Middel                                    | Comedia          | 1h 09m   |
| 2010 | Lo más importante de la vida es no haber muerto | Jacobo 50     | Olivier Pictet, Marc Recuenco, Pablo Martín Torrado | Drama. Comedia   | 1h 22m   |
| 2008 | Enloquecidas                                    |               | Juan Luis Iborra                                    | Comedia          | 1h 36m   |
| 2005 | Aquitania                                       |               | Rafa Montesinos                                     | Drama            | 1h 42m   |
| 2005 | Las cerezas del cementerio                      | Daniel        | Juan Luis Iborra                                    | Drama romántico  | 2h 55m   |

### Televisión
| Año                            | Título                    | Personaje               | Cadena                  | Notas         |
| ------------------------------ | ------------------------- | ----------------------- | ----------------------- | ------------- |
| 2002                           | Al salir de clase         | Bobby                   | Telecinco               | 3 episodios   |
| 2003                           | Hospital Central          | Marcos                  | Telecinco               | 1 episodio    |
| 2002; 2006                     | El comisario              |                         | Telecinco               | 2 episodios   |
| 2006                           | Amar en tiempos revueltos | Evelio Martín           | La 1                    | 3 episodios   |
| 2007                           | Hermanos & detectives     |                         | Telecinco               | 1 episodio    |
| 2009                           | Sin tetas no hay paraíso  | Edu                     | Telecinco               | 14 episodios  |
| 2009                           | Acusados                  | Rafa                    | Telecinco               | 2 episodios   |
| 2009                           | Bicho malo (nunca muere)  |                         | Neox                    | 3 episodios   |
| 2009 - 2010; 2012 - presente   | La que se avecina         | Padre Alejandro Ledesma | Telecinco / Prime Video | ¿? episodios  |
| 2010                           | La pecera de Eva          | Adrián                  | Telecinco               | 8 episodios   |
| 2011                           | Impares Premium           | Gregorio                | Neox                    | 1 episodio    |
| 2011 - 2013; 2019; 2022 - 2023 | L'Alqueria Blanca         | Mauro Suárez            | Canal 9 / À Punt        | 134 episodios |
| 2012 - 2013                    | Frágiles                  | José                    | Telecinco               | 11 episodios  |
| 2013                           | Cuéntame como pasó        | Sancho                  | La 1                    | 2 episodios   |
| 2014                           | Ciega a citas             | Juan                    | Cuatro                  | 7 episodios   |
| 2015                           | Víctor Ros                | Gregorio                | La 1                    | 1 episodio    |
| 2015                           | Rabia                     | Diego Aguirre           | Cuatro                  | 8 episodios   |
| 2017                           | Servir y proteger         | Óscar Noguera           | La 1                    | 12 episodios  |
| 2019                           | 45 revoluciones           | Abogado Mike            | Antena 3                | 1 episodio    |
| 2020                           | Las chicas del cable      | Teniente Prado          | Netflix                 | 1 episodio    |
| 2020                           | Benidorm                  | Eduardo Ortega          | Antena 3                | 1 episodio    |
| 2022                           | Santo                     | Fidel                   | Netflix                 | 2 episodios   |
| 2022                           | La ruta                   | Vecino de Sueca         | Atresplayer             | 1 episodio    |
| 2023                           | Mentiras pasajeras        | Adolfo                  | SkyShowtime             | 1 episodio    |
| 2024                           | Galgos                    | Dordal                  | Movistar Plus+          | ¿? episodios  |

### Telefilmes
| Año  | Título                     | Personaje |
| ---- | -------------------------- | --------- |
| 2005 | Las cerezas del cementerio | Daniel    |
| 2003 | De colores                 |           |

### Cortometrajes
| Año  | Título    | Personaje | Director    | Género | Duración |
| ---- | --------- | --------- | ----------- | ------ | -------- |
| 2012 | Despierta |           | Fran Moreno | Drama  | 19m      |
| 2021 | Mindano   | Fernando  | Borja Soler | Drama  | 17m      |

### Teatro
| Año  | Título                             | Papel         | Autor            | Director         |
| ---- | ---------------------------------- | ------------- | ---------------- | ---------------- |
| 2019 | Cádiz                              | Eugenio       | Francisco Nortes | Gabriel Olivares |
| 2014 | Burundanga                         | Gorka         | Jordi Galceran   | Gabriel Olivares |
| 2013 | La Caja                            | Vicente       | Clément Michel   | Gabriel Olivares |
| 2010 | Mi primera vez                     | Ken Davenport |                  | Gabriel Olivares |
| 2007 | La importancia de llamarse Ernesto |               | Oscar Wilde      | Gabriel Olivares |
| 2011 | Tócala otra vez, Sam               |               | Woody Allen      |                  |

## Nominaciones

### Unión de Actores
| Año  | Categoría              | Película | Resultado |
| ---- | ---------------------- | -------- | --------- |
| 2013 | Mejor Actor Revelación | Frágiles | Nominado  |

## Enlaces
- Francisco Nortes Ficha en Internet Movie Database (IMDb)
- Facebook Club de fanes Fran Nortes Club de fanes de Fran Nortes en Facebook

- Datos: Q17274727